# Monopolio
Monopolio (dal greco μόνος mònos «solo» e  -πώλιον pólion da πωλεῖν polèin «vendere») è una forma di mercato nella quale un unico venditore offre un prodotto o un servizio per il quale non esistono sostituti stretti (monopolio naturale) oppure opera in ambito protetto (monopolio legale, protetto da barriere giuridiche). Consiste quindi nell'accentramento dell'offerta del mercato di un dato bene o servizio nelle mani di un solo venditore, nel caso di un solo compratore si dice monopsonio.

## Storia
Il primo grande monopolio della storia moderna fu la Compagnia delle Indie orientali, che per tutto il '600 e gran parte del '700 fu l'unica compagnia dell'Occidente a controllare il commercio di merci provenienti dall'Estremo Oriente, in particolare dell'Oceano Indiano.

## Cause
Una situazione di monopolio può crearsi come conseguenza di:
1. esclusività sul controllo di input essenziali (es. diamanti grezzi De Beers);
2. economie di scala: i costi di produzione rendono ottimale la presenza di un solo produttore invece che di una moltitudine di produttori diversi. Ciò è dovuto al fatto che per quel singolo produttore la curva del costo medio di lungo periodo è decrescente, quindi un aumento della produzione, diluendo i costi su più unità di prodotto, ne riduce l'incidenza media (si viene a determinare un monopolio naturale); un esempio è il caso delle ferrovie o delle autostrade;
3. brevetti;
4. licenze governative.

## Forme di monopolio
I monopoli sono spesso caratterizzati in base alle circostanze da cui hanno origine. Tra le categorie principali si hanno monopoli che sono il risultato di leggi o regolamentazione (monopoli legali), monopoli che hanno origine dalla struttura dei costi di un dato sistema produttivo (monopolio naturale) e monopoli dei sistemi informatici. I fautori del liberismo in economia sostengono che una classificazione fondamentale dovrebbe distinguere tra monopoli che nascono e prosperano grazie a una violazione dei principi del libero mercato (monopolio coercitivo) e quelli che si mantengono tali grazie alla superiorità del prodotto o servizio offerto rispetto a quello dei potenziali concorrenti.

### Monopolio legale
Un monopolio basato su leggi che esplicitamente limitano la concorrenza le quali fungono da intermediazione dei diritti su opere tutelate di rappresentazione, esecuzione e recitazione, radiodiffusione riproduzione meccanica e cinematografica è detto monopolio legale (o de jure). Il monopolio legale inoltre può proteggere l'interesse privato nella concessione di diritti esclusivi per offrire un servizio particolare in una regione specifica (ad es invenzioni brevettate), accettando di avere le loro politiche e dei prezzi controllati. Il monopolio legale è regolamentato dall'art 180 della costituzione svizzera. 
Un monopolio legale può assumere la forma di un monopolio di governo in cui lo Stato possiede i mezzi di produzione (monopolio di stato).
Un esempio classico per poter comprendere la funzione di questo monopolio è: supponendo che il bene prodotto in regime di monopolio dovuto a brevetto sia una nuova medicina. Da un lato, la concorrenza perfetta consentirebbe un maggiore livello di produzione ad un prezzo più contenuto; dall'altro, se non ci fosse stata la possibilità di agire in una condizione di monopolio grazie al brevetto, il bene in questione magari non sarebbe stato introdotto sul mercato. Quando un'impresa investe tempo e denaro per sviluppare un nuovo prodotto desidera, a differenza di uno Stato, che tale investimento renda economicamente il più possibile: il brevetto è un modo per garantire tale rendimento poiché, almeno per un certo numero di anni, l'impresa potrà gestire e raccogliere i frutti della propria inventiva.
Questo tipo di monopolio è di solito in contrasto con monopolio di fatto che è una vasta categoria di monopoli che non vengono creati dal governo.

### Monopolio naturale
Situazione in cui un'impresa è in grado di generare l'intera produzione del mercato a un costo inferiore a quello che sarebbe praticato in presenza di diverse imprese. 

## Analisi economica

### Caratteristiche del monopolio
- Venditore unico

In un monopolio puro, un'unica impresa è l'unico produttore di un bene, o il solo fornitore di un servizio, solitamente a causa di restrizioni all'entrata nel mercato. La definizione del mercato, e dunque della natura di monopolio, può essere d'altronde non univoca: ad esempio, l'impresa che produce il gelato A è monopolista nel mercato per il gelato A, ma non nel mercato dei gelati in generale; questo porta al punto seguente.
- Assenza di beni o servizi sostitutivi

Il prodotto o servizio deve essere unico in una maniera che vada al di là della vera identità del marchio, e non può essere facilmente rimpiazzato (la Coca-Cola, per esempio, non è un monopolista).
- Comportamento da price maker

In un monopolio puro, l'impresa monopolista controlla l'intera offerta del bene o servizio, ed è in grado di esercitare un rilevante controllo sul prezzo, cambiando la quantità prodotta, adottando, dunque, un comportamento da price maker (in opposizione al comportamento da price taker dell'impresa che opera in concorrenza perfetta).
- Barriere all'entrata

La ragione per cui un monopolista non ha concorrenti è che barriere di un qualche tipo limitano la possibilità che altre imprese accedano al mercato. A seconda della forma di monopolio, tali barriere possono essere economiche, tecniche, legali (ad es. nel caso di brevetti o concessioni), innocenti (ricerca-sviluppo, tecnologia, licenze, brevetti, economie di scala e curve di esperienza), strategiche (guerra dei prezzi, costi all'entrata, minaccia).

### Confronto tra Monopolio e Concorrenza Perfetta
- Il monopolista fa profitti positivi (P- Cm) Q, mentre l'industria in concorrenza perfetta non fa profitti.
- Dal punto di vista del consumatore è meglio trovarsi in una situazione di concorrenza perfetta poiché vi è una maggiore quantità di merci a prezzo più basso, mentre dal punto di vista del produttore è più vantaggioso il monopolio perché comporta ricavi maggiori.
- Per quanto riguarda il "benessere complessivo" (surplus del produttore + surplus del consumatore) in concorrenza perfetta i consumatori pagano di meno di quello che sarebbero disposti a pagare per ogni singolo prodotto, quindi la concorrenza perfetta rispetto al monopolio crea un maggiore benessere complessivo.

In alcuni casi però monopolio e concorrenza perfetta possono essere equivalenti dal punto di vista del benessere complessivo.
- Discriminazione di prezzo di primo grado: caso teorico in cui il monopolista conosce perfettamente la disponibilità a pagare degli acquirenti (presuppone l'impossibilità che gli acquirenti si possano rivendere tra di loro i beni), allora il surplus del produttore risulta essere uguale al surplus del consumatore nel caso della concorrenza perfetta.

### Produzione in condizioni di monopolio
A differenza delle imprese che operano in condizioni di concorrenza perfetta, l'impresa che opera in condizioni di monopolio deve soddisfare l'intera domanda di mercato per il suo prodotto. Si suppone che la domanda sia, a parità di condizioni, una funzione decrescente del prezzo; rovesciando questa argomentazione, il prezzo del lato della domanda, che i consumatori sono disposti a pagare per acquistare il prodotto, è una funzione decrescente della quantità offerta, {\displaystyle \ p(q)} tale che {\displaystyle \ {\frac {dp}{dq}}<0}.
Il monopolista fissa la quantità di prodotto ottima {\displaystyle \ q^{*}} in maniera tale da rendere massimo il proprio profitto; risolve dunque implicitamente un problema di ottimizzazione:
{\displaystyle \ q^{*}=\arg \max _{q}\pi (q)=p(q)q-c(q)}
dove {\displaystyle \ \pi (q)} è la funzione profitto, p(q)q sono i ricavi e c(q) denota i costi sostenuti per la produzione, anch'essi funzione della quantità prodotta. La condizione del primo ordine per un massimo è:
{\displaystyle \ {\frac {d\pi }{dq}}=p(q)+p'(q)q-c'(q)=0}
Le quantità {\displaystyle \ p(q)+p'(q)q} e c'(q) sono dette rispettivamente ricavo marginale (MR, dall'inglese Marginal Revenue) e costo marginale (MC, dall'inglese Marginal Cost); condizione per l'ottimalità della produzione è dunque:
{\displaystyle \ {\textrm {MR}}(q)={\textrm {MC}}(q)}
Dividendo ambo i membri per la quantità non negativa p(q) e riorganizzando i termini, tale condizione può essere riscritta come:
{\displaystyle \ {\frac {p(q)-c'(q)}{p(q)}}=-{\frac {dp}{dq}}{\frac {q}{p(q)}}=-{\frac {1}{\eta }}}
dove {\displaystyle \ \eta } denota l'elasticità della domanda rispetto al prezzo, {\displaystyle \ \eta ={\frac {p(q)}{q}}{\frac {dq}{dp}}} (ossia la variazione percentuale della quantità domandata in risposta a una variazione infinitesimale del prezzo). Dunque la condizione di ottimalità della produzione in condizioni di monopolio può scriversi come:
{\displaystyle \ p(q)\left(1+{\frac {1}{\eta }}\right)=c'(q)}
Quest'ultima espressione giustifica il cosiddetto indice di Lerner di potere di mercato, dato da:
{\displaystyle \ {\frac {p(q)}{c'(q)}}={\frac {1}{1+{\frac {1}{\eta }}}}}
che misura la "distanza" del prezzo di mercato dal costo marginale, a cui sarebbe pari in condizioni di concorrenza perfetta, e del quale è maggiore in condizioni di monopolio.
In più, dobbiamo considerare le leggi dell'Economia Politica, le quali dicono che in assenza di monotonicità, convessità e transitività, le curve di indifferenza dei consumatori, in regime di monopolio, si intersecheranno e non si avrà più soddisfazione maggiore passando ad una curva di indifferenza più "alta".
Stessa cosa varrà per il monopolista, anche se questa cosa riguarderà le curve isoquanti, i quali rappresentano le combinazioni di fattori che producono output diversi.

### Rappresentazione grafica

Curve dei costi medio e marginale, del prezzo e del ricavo marginale in regime di monopolio

Le curve del costo medio e del costo marginale sono identiche a quelle che si assumono per la concorrenza perfetta. Tuttavia:
- il prezzo è funzione decrescente della quantità offerta;
- il ricavo marginale non è uguale al prezzo (come invece accade in concorrenza perfetta), ma è anch'esso decrescente; inoltre, un aumento delle vendite comporta una diminuzione del prezzo non solo per l'ultima unità venduta, ma anche per quelle che, prima delle maggiori vendite, avevano un prezzo più alto; ne segue che il ricavo marginale decresce più rapidamente del prezzo;
- l'impresa raggiunge il suo equilibrio nel punto in cui il costo marginale ed il ricavo marginale sono uguali, vendendo la quantità {\displaystyle \ q^{*}} al prezzo P; in regime di concorrenza, l'impresa avrebbe venduto la maggiore quantità q' al prezzo inferiore P';
- l'impresa monopolistica consegue un maggiore profitto rispetto a quella concorrenziale; nel lungo periodo, infatti, l'impresa concorrenziale è in equilibrio quando sono uguali costo marginale, costo medio e prezzo; ciò comporta che ricavi totali (quantità per prezzo) e costi totali (quantità per costo medio) sono uguali e il profitto è nullo;[2] l'impresa monopolista, invece, sopporta un costo medio pari a C, quindi costi totali pari al rettangolo {\displaystyle \ 0CEq^{*}} nella figura a lato, e ricavi pari a {\displaystyle \ 0PAq^{*}}, con un profitto pari a {\displaystyle \ CPAE};
- il consumatore, dovendo sopportare un maggior prezzo, perde una parte del suo surplus, quella corrispondente al trapezio {\displaystyle \ P'PAF};
- l'impresa monopolistica si appropria di una parte del surplus perso dal consumatore, il rettangolo {\displaystyle P'PAB}, ma, vendendo una quantità minore di quella che avrebbe venduto in concorrenza, perde la parte del proprio surplus corrispondente alla regione {\displaystyle BDF};
- la parte del surplus del consumatore di cui l'impresa non si appropria, il triangolo {\displaystyle ABF}, e la parte del surplus del produttore perso dall'impresa ({\displaystyle BDF}) costituiscono, insieme, la cosiddetta "perdita netta di monopolio" ({\displaystyle ADF}).

## Monopolio come fallimento del mercato
Il monopolio può dar luogo a un fallimento del mercato; esso dà infatti adito a una perdita secca di surplus del consumatore rispetto alla concorrenza perfetta; tuttavia, qualora fosse fornito un sussidio alla produzione in modo tale che questa raggiunga lo stesso livello che avrebbe in condizioni di concorrenza perfetta, il benessere sarebbe comunque massimizzato. Tale passaggio sposta però il problema sulla equità nella distribuzione del surplus piuttosto che sulla sua massimizzazione.
Per questa ragione in democrazia i monopoli (e gli oligopoli) privati sono combattuti con leggi dello Stato, fatto salvo per i monopoli statali, che di solito riguardano beni o servizi di particolare importanza per la comunità, che in questo caso sono di proprietà di tutti i cittadini.